# Escalada de blocs

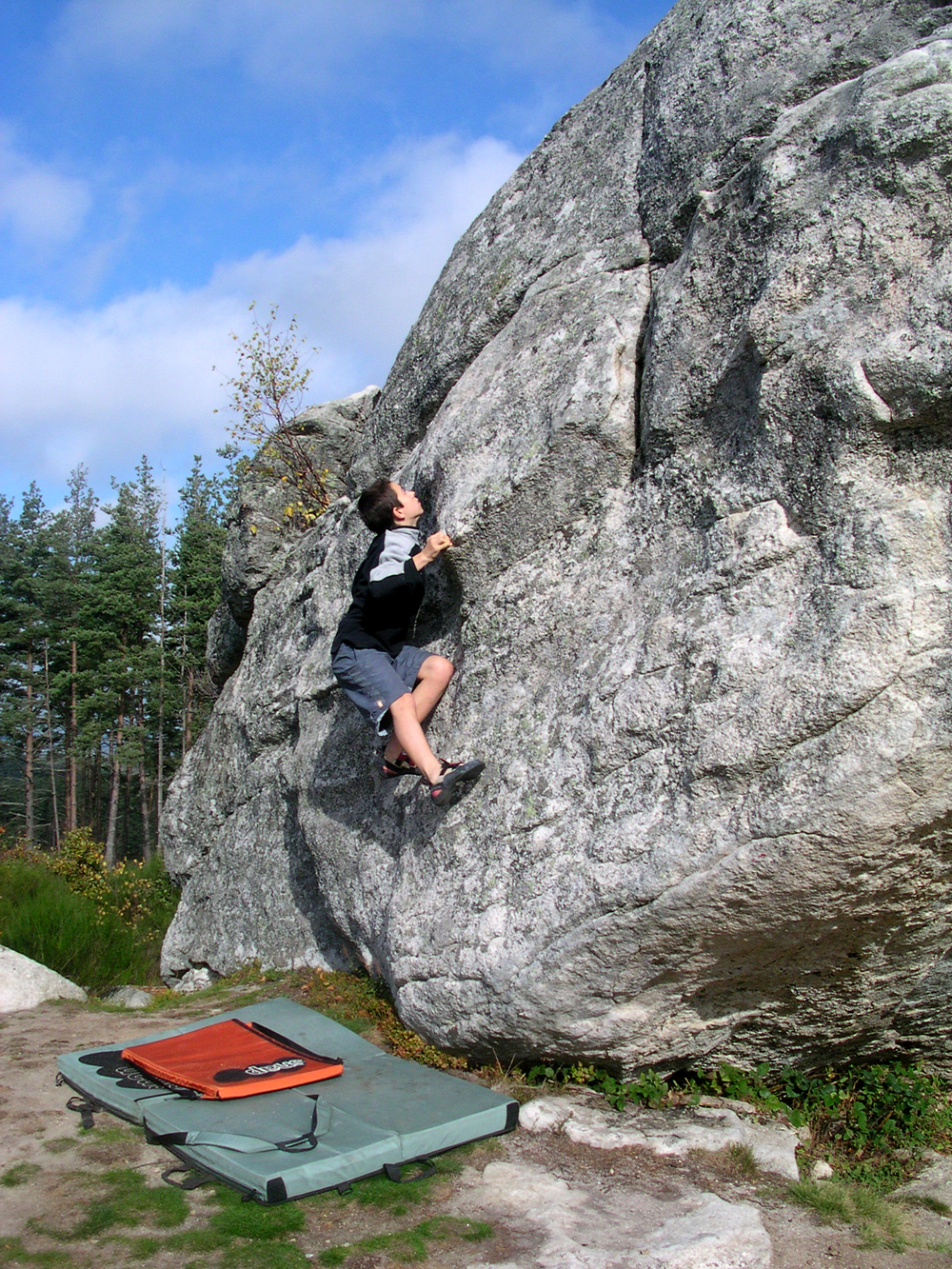
Noi practicant escalada de blocs

L'escalada de blocs (o bouldering) és una forma d'escalada de roques sense cordes ni aparells d'escalada. Tot i que es pot fer sense cap mena d'equipament, la majoria d'escaladors utilitzen peus de gat per a assegurar les passes, magnesi (carbonat de magnesi) per a mantenir les mans seques i matalassos especials (crashpads) per a minimitzar la possibilitat de fer-se mal en cas de caiguda. A diferència de l'escalada en solitari integral, que també s'efectua sense cordes, les vies d'escalada de blocs no solen tenir més de 6 metres d'alçada. Els rocòdroms (parets artificials especialment preparades per escalar-les) permeten que els escaladors de bloc es puguin entrenar en interior a les zones on no hi ha roques naturals adients. Hi ha competicions d'escalada de blocs tant d'interior com d'exterior.
L'esport va començar com una forma d'entrenament d'escalada i muntanyisme en permetre als escaladors practicar moviments concrets a una distància segura del terra. A més, l'esport serveix per a millorar la resistència i la força dels dits. Durant el segle xx, l'escalada de blocs va evolucionar fins a convertir-se en un esport per si mateix. S'assigna una qualificació a les vies en funció de la dificultat. Hi ha molts tipus de sistemes de qualificació, però les vies modernes solen utilitzar l'escala V o l'escala Fontainebleau.
La seva creixent popularitat ha provocat certa preocupació a escala mediambiental, per l'erosió del medi que pot causar tant l'acte d'escalar com el camí que han de seguir els escaladors fins a arribar als llocs d'escalada. Aquest fet ha causat que alguns propietaris de terres n'hagin restringit l'accés o prohibit l'escalada directament.

## Introducció
L'escalada de blocs és una forma d'escalada de roques que es fa en blocs de pedra, habitualment de menys de 6 metres d'alçada. No s'utilitzen cordes, ni cap altra ajuda a l'escalador. L'objectiu final de les vies és que l'escalador arribi al capdamunt del bloc de roca. Algunes vies requereixen que l'escalador passi horitzontalment d'una posició a la següent.
Les característiques de les vies de boulder depenen molt del tipus de roca que s'estigui escalant. Per exemple, les roques granítiques tenen moltes esquerdes i grans lloses. Les de gres solen tenir penjants molt escarpats i talls verticals. També són habituals les roques calcàries i les volcàniques.
Alguns dels llocs més freqüentats per a l'escalada de blocs a Catalunya són Savassona a la comarca d'Osona, La Comarca (Roda de Ter) i Fussimanya, a Tavèrnoles. A l'Alta Cerdanya hi ha el Caos de Targasona i a França un dels referents mundials, Fontainebleau.

### Escalada de blocs d'interior
Les parets artificials preparades per l'escalada (anomenades rocòdroms) s'utilitzen per a simular vies d'escalada de blocs en interior. Aquestes parets es construeixen amb panells de fusta, formigó, polímers o motlles prefabricats de roques reals.:p. 49–51 Les preses, sovint fetes de resina sintètica es collen a la paret creant les vies.:p. 18 Sovint aquestes parets simulen penjants escarpats, forçant els escaladors a utilitzar moviments altament tècnics mentre aguanten tot el pes del cos amb la força de les extremitats superiors i la part superior del tronc.:p. 133

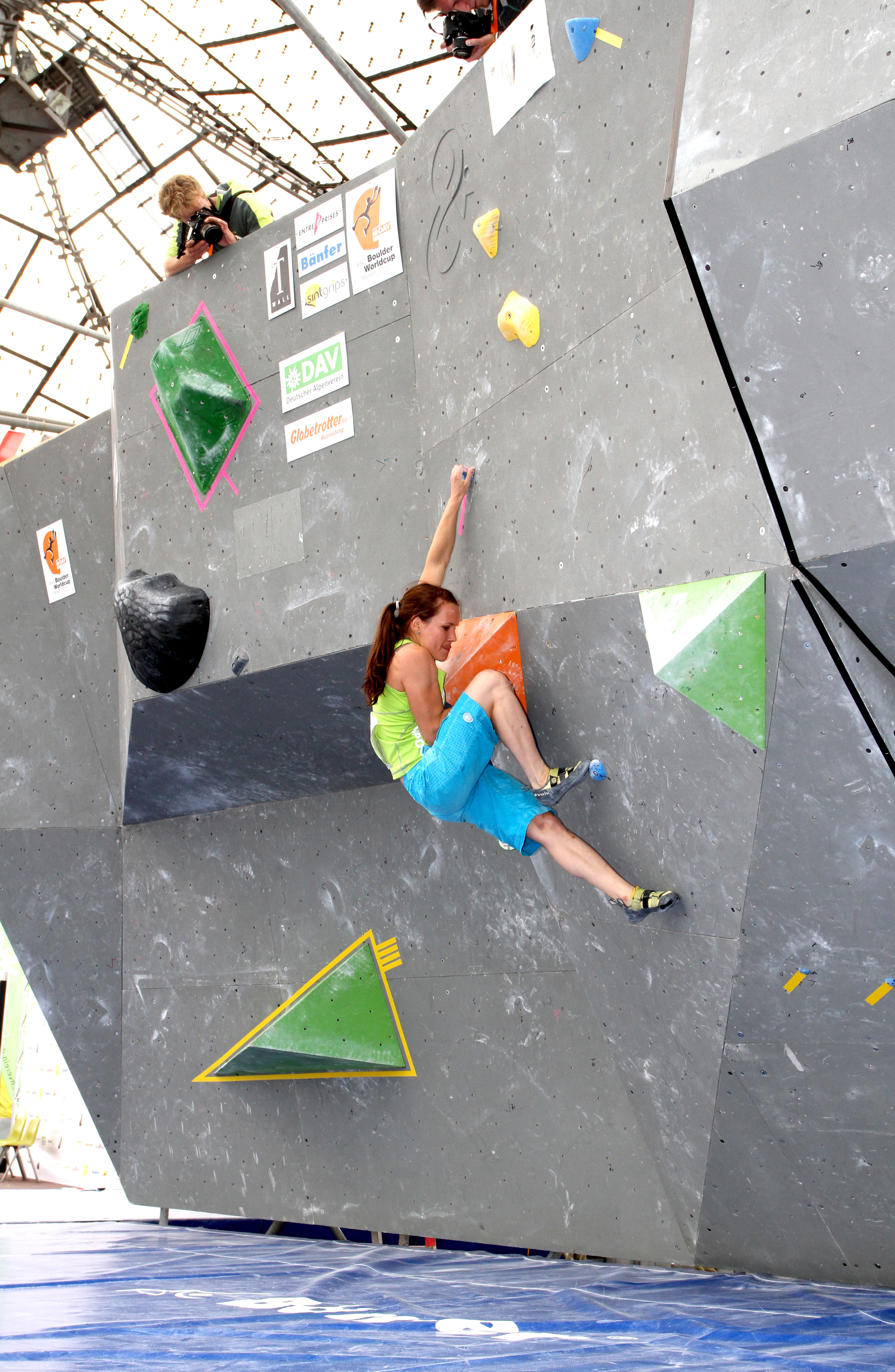
Una competidora al Campionat Mundial de boulder de 2012

Els rocòdroms solen a tenir diverses vies al mateix tram de paret. Molts cops les preses estan marcades amb un tros de cinta de color per indicar-ne la pertinença a una via o a una altra, i ajuden l'escalador a determinar la seqüència de passos a fer.:p. 48 En molts llocs del món, les preses tenen una codificació amb una peça de color per indicar-ne la dificultat. Per exemple, verd pot ser v0-v1, blau v2,v3, etc. Aquesta forma de marcar-les té l'avantatge respecte de posar-hi un tros de cinta enganxada al costat que no es pot treure de forma accidental, especialment amb els peus.

### Competicions
Hi ha concursos d'escalada de blocs tant d'interior com d'exterior.:p. 18 La Federació Internacional d'Escalada Esportiva (IFSC, d'International Federation of Sport Climbing), utilitza un format d'interior que parteix la competició en 3 rondes: qualificacions, semifinals i final. Cada ronda consta de diferents jocs de vies, sovint 4 o 5, i cada competidor té un temps determinat per intentar superar-les. Al final de cada ronda els competidors es classifiquen en funció de les vies completades i desempatant en funció dels intents que han hagut de fer per a finalitzar-les.
Hi ha molts altres tipus de competició d'escalada de blocs. Algunes donen un nombre limitat d'intents als competidors per fer les vies, a més de tenir un temps d'espera obligat entre cadascun dels intents, a diferència del format de l'IFSC, en el qual els competidors utilitzen el temps de què disposen de la forma que millor els sembla.:p. 175 En una competició de format obert (open), tots els competidors concursen de forma simultània, i tenen un temps determinat per a completar tantes vies com puguin. Les vies més complexes atorguen més punts que la resta i acumular intents a una mateixa via resta punts.:p. 201
L'any 2012, la IFSC va enviar una proposta al Comitè Olímpic Internacional (COI) per incloure l'escalada esportiva als Jocs Olímpics de 2020. La proposta es va revisar posteriorment per a incloure totes les disciplines d'escalada, incloent-hi l'escalada esportiva, l'escalada de blocs i l'escalada de velocitat. El maig de 2013, el COI va anunciar que no inclouria l'escalada al programa dels Jocs Olímpics de 2020.

## Història
L'escalada en roca va sorgir com a esport a mitjan segle xix. Els primers registres descriuen escaladors fent el que ara anomenem «escalada de blocs», no com una disciplina a banda, sinó com una forma d'entrenament per a ascensions més grans. A principis del segle XX es va establir l'àrea de Fontainebleau a França com una zona important d'escalada de blocs, on van aparèixer alguns dels primers escaladors en bloc dedicats en exclusiva a aquesta disciplina (anomenats bleausards). El calçat especialitzat per l'escalada de roca el va inventar Pierre Allain, un d'aquests atletes.:Ch. 1
Durant els anys 60 del segle xx, l'esport va rebre l'impuls del matemàtic estatunidenc John Gill que va contribuir-hi aportant diverses innovacions importants. Gill havia estat gimnasta anteriorment, i la gimnàstica tenia una escala de dificultat per certs moviments i posicions del cos. Va aplicar aquesta idea a l'escalada de blocs, canviant l'objectiu final d'arribar al cim, pel de passar per uns determinats punts de suport.:Ch. 1 Gill també va desenvolupar un sistema de puntuació tancat: les vies B1 eren les vies cordades més difícils d'aquella època, les B2 eren més difícils i les B3 eren les que només s'havien pogut arribar a fer un sol cop.:p. 64–65
Va introduir el magnesi com a forma de mantenir les mans dels escaladors seques. També va remarcar la importància de l'entrenament de força per complementar les capacitats tècniques Cap d'aquestes pràctiques havia estat popular entre els escaladors, però a mesura que Gill va anar adquirint influència i millorant el seu nivell les seves idees van esdevenir norma.:Ch. 1
Durant els anys 80 van aparèixer dues eines d'entrenament important : els matalassos d'escalada de blocs i les parets artificials d'escalada. Els primers, també són coneguts com a «crash pads» (coixins d'impacte o caiguda), van ajudar a evitar danys en caure i van permetre escalar a llocs on hauria estat massa perillós d'altra forma. Les parets artificials d'entrenament van ajudar a difondre l'esport a llocs on no era possible fer-ho a l'exterior, així com permetre als escaladors entrenar durant tot l'any independentment de les condicions climatològiques.:Ch. 1
A mesura que l'esport guanyava popularitat, es van anar creant noves zones d'escalada de blocs per tot Europa i els Estats Units, incrementant-se la participació d'esportistes a les competicions. L'esport va incrementar molt la visibilitat a principis del segle xxi, quan Youtube i els blogs d'escalada van permetre que els escaladors aprenguessin de forma ràpida tècniques, com resoldre vies complexes i l'anunci de nous projectes.:Ch. 1
A principi de 2010, dos escaladors estatunidencs van anunciar que havien superat vies que es tenien per les més complicades del món: The Game, a prop de Boulder (Colorado), feta per Daniel Woods; i Lucid Dreaming, a prop de Bishop, Califòrnia, feta per Paul Robinson. L'any següent, el seu compatriota Carlo Traversi va anunciar que era el segon en haver fet la The Game i el gener de 2014, en Daniel Woods va anunciar que havia estat el segon a fer la Lucid Dreaming. L'any 2011, l'escalador txec Adam Ondra va anunciar que era el segon a aconseguir fer la via Gioia, feta per primer cop l'any 2008 per l'escalador italià Christian Core, i va suggerir que aquesta era una de les vies més difícils del món.